# 逸文
逸文（いつぶん、いつもん、佚文とも）とは、かつて存在していたが、現在は伝わらない文章のこと。または、他の書物に引用されて断片的に伝わる文章のこと。
伝わらない書物のことは、逸書（いつしょ）または佚書という。

## 概要
これらは書物等の原本が伝えられていないとしても、その書物が逸失するまでの間に他の書物などに引用され断片的な形で伝えられている場合がある。例えば、奈良時代に編纂された風土記は、原本は5ヵ国分しか伝えられていないが、それ以外の国の風土記を、諸書に引用された箇所から部分的に復元する事が可能である。こうした作業のことを、輯佚（しゅういつ）と呼ぶ。また、輯佚の結果、復元を試みられた成果物のことを、輯本（しゅうほん）・輯佚書（しゅういつしょ）などと呼ぶ。同様の作業は、現存する書物についても行われる。前近代の書物は書写が繰り返される中で内容に変化が生じていることも多々あり、他書に引用された部分を参照することでその過程を復元できる。
ただし、逸文を引用する資料は孫引きや略引きとなっている資料であり、誤引用の可能性もあるため考証を誤るおそれもある。そのため逸文引用書が他の文献を引用するときにどのような引用態度をとっているかや引用した年代、他の文献との比較による正確度（誤字や脱字）などもあわせて検討される。
日本近代文学研究の上では、個人全集に収録漏れになった文章（特に新発見のもの）を逸文と呼ぶ場合がある。

## 逸書の例
代表的なものだけ例示する。
- 日本後紀 - 全40巻中の30巻が失われているが、他書に引用された文から概要が復元されている。
- 風土記の大半
- 大倭本紀
- 仮名日本紀
- 天書
- 緯書 - 隋の煬帝により禁書処分されて散逸した。
- 楽経
- デモクリトス - 哲学、物理学、宇宙論、政治学、倫理学など数十巻の書を著わしたが、全て失われている。他の書物に引用、言及された文章のみが遺っている。
- アリストテレス
  - 『詩学』の2巻（コメディー部）
  - 『ピタゴラス派について』[2]
  - 他多数（断片集の研究、刊行が続いている）。現存している物は、元の著作物の約3分の1だと言われている[3]。
- 皇帝アウグストゥスの『 De Vita Sua 』
- ガイウス・ユリウス・カエサル
  - Anticatonis Libri II (断片のみ)
  - Carmina et prolusiones (断片のみ)
  - De analogia libri II ad M. Tullium Ciceronem
  - De astris liber
  - 他多数
- ティトゥス・リウィウス
  - 『ローマ建国史』 - 142巻中11巻のみ現存。散逸巻は、パピルスやパリンプセストに残された断片、後世の要約により復元が試みられている。
- クテシビオス
  - 『On pneumatics』
  - 『Memorabilia』
- ロドスのエウデモス
  - 「算術の歴史」
  - 「天文学の歴史」
  - 「幾何学の歴史」
- Q資料 - 仮説上の存在。
- マルキオン - カトリック側から異端として焚書処分にあったため著作は遺されていない。テルトゥリアヌスらの反駁書によってその思想内容が知られる。
- ヘクサプラ

### 中世・近代
- 恋の骨折り甲斐 - シェイクスピアの失われた戯曲か。
- ルイス・キャロルの日記 - 13巻中9巻が大英博物館に所蔵[4]。

## 再発見された例
挿絵などのページが絵や掛け軸に加工されたり、再利用羊皮紙パリンプセストになったり、編集部の編集者などの関係者が紛失したなどで失われた後に再発見される。そのほか、ふすまや屏風の下地に使われる反故紙が貴重な古文書であるケースがある。
日本
- 2022年『藤原定家自筆本源氏物語』奥入の一部が、掛け軸になった状態で発見された。国文学者池田和臣は、「古来お茶を愛する人が、古い本の一部を切って掛け軸に貼って楽しむことがあった。このページは、明治時代以降に作られたとみられる掛け軸の上に貼られていたが、同様の理由からだろう」と述べている[10]。

日本以外
- ナグ・ハマディ写本
- アルキメデス・パリンプセスト
- アリストテレス『アテナイ人の国制』
- 汲冢書
- 古文尚書
- 逸周書
- 竹書紀年
- 竹簡孫子
- 黄帝四経
- 1785年にマルキ・ド・サドがバスティーユ牢獄で著した『ソドム百二十日あるいは淫蕩学校』は、バスティーユ襲撃の混乱で失われたと作者自身が嘆いていた。しかし、バスティーユ監獄のサド自身の独房から発見され、1904年に出版された。
- 1865年に作曲家アントニン・ドヴォルザークが作曲した『交響曲第1番』が失われた。ドヴォルザークの死から20年後の1923年に再び発見され、1936年に初演奏された。
- 2015年11月、モーツァルトとサリエリの共作『オフェーリアの健康回復に寄せて』が、チェコの国立博物館にあるサリエリの生徒の作品をデジタル目録で探していたドイツの作曲家・音楽学者によって発見された[11][12]。
- 数学者アンリ・ポアンカレの受賞歴のある論文にミスがあり、修正されたものを出す際に以前のものが失われた[13]。
- 1976年、数学者シュリニヴァーサ・ラマヌジャンのラマヌジャンの失われたノートブック（英語版）が、ケンブリッジ大学レン図書館（英語版）にある数学者ジョージ・ネビル・ワトソンの私用箱から数学者ジョージ・アンドリューズによって発見された。

## 失われた理由
下記のグラフは、ローマ時代から暗黒時代を経て20世紀にかけての図書館蔵書に関するグラフである。
- 焚書 - 宗教や政権などの不興を買い燃やされた書物
  - 例として、虚栄の焼却、アステカ・コデックス（英語版）、キリスト教の迫害とキリスト教化での古代末期の本の喪失（ドイツ語版）、ナチス・ドイツの焚書
  - グリモワールなどの魔法関係の禁書は、所持だけで処刑や燃やされていた。それから派生して、非知識人から見る数学・天文学などの書物も魔法と判断され焚書されたと考えられている。
- 破壊された図書館一覧（英語版） ‐ 戦争・暴動・自然災害・火事などにより破壊された。
  - アレクサンドリア図書館
- 腐敗・劣化 - パピルスは比較的安価で製造が容易だったが、柔軟性に乏しく折り曲げで割れてしまい、過度の乾燥や湿気に弱く乾燥地帯以外での保管には適していなかった。写本を行う頻度が下がると情報は失われていった。
  - カビ、文化財害虫[14]、ねずみ
- 窃盗‐ 本や写本は価値が高いため多くの窃盗にあってきた。
  - （略奪の例）ローマ法王の私設図書館「バチカン秘密文書館」はナポレオンに占拠された際、多くの文書が持ち去られ、その後返却されたが、一部は散逸した。
- 趣味人が本を再加工して絵画や掛け軸にした流行。

対策
- ねずみ - 美術館や図書館、宗教施設で猫が飼われた（図書館猫）。
- 害虫 - コウモリがジョアニナ図書館やマフラ国立宮殿の図書館で飼われる。
- 窃盗防止に鎖付図書、ブックカースが施された。
- 書物の保存と修復
  - 曝涼（ばくりょう、一般的に虫干し）という天日干し、燻煙、紫外線・二酸化炭素処理、写本、デジタル化、その他補修。

## 原稿紛失のエピソード
- 比較思想学者中村元は『仏教語大辞典』の原稿3万枚を編集の引っ越しのドタバタで廃棄されてしまった。しかし、怒っても見つからないと8年がかりで再び原稿を完成させ、1975年に別の出版社から刊行した。「以前より良いものができた。逆縁が転じて順縁となった」とコメントしている[15]。
- 数学者オーギュスタン＝ルイ・コーシーは、革新的な数学の発見をしたガロア、そしてアーベルの論文を審査するために受け取った後に紛失している[16]。この論文の紛失は両者の早すぎる死の遠因とも言われる[17]。

### 日本の漫画
- 『わが名はＸくん』は、藤子不二雄A原作の漫画である。編集部が原稿を紛失したことで単行本化が見送られていたが、2018年に掲載雑誌を原稿とすることで約60年の時を経て単行本となった[18]。
- 雷句誠原作『金色のガッシュ!!』カラー原稿。
- 漫画家西島大介は『世界の終わりの魔法使い』原稿67ページ紛失を題材に『魔法なんて信じない。でも君は信じる。』として漫画化している[19]。
- 『ローゼンメイデン』（作：PEACH-PIT）
- そのほかの紛失被害者、武内直子、新條まゆ
- 梶原一騎原作、ながやす巧作画の漫画『愛と誠』原稿が編集部から無くなり、インターネットオークションで販売された。雑誌編集者によると「管理がずさんで盗難被害、ごみと間違えて捨てることも考えられる。また、そういったゴミを狙ったマニアもいる。」と述べている[20]。
- 赤塚不二夫の漫画『天才バカボン』の原稿を編集者がタクシーに置き忘れてしまい紛失。締め切りまで時間がなくタクシー会社と連絡が取れない状況で青くなった編集者が赤塚不二夫に連絡を取ると、「ネーム（脚本）があるからまたかける。まだ少し時間があるから、呑みに行こう」と飲んでから数時間で書き上げ「二度目だから前の話より良いものになった」と編集者に渡した。タクシーで発見された原稿は、「2度と同じ失敗を繰り返さないように、おまえが持ってろ」と赤塚不二夫から編集者に渡されて以後持ち続けた[21]。